# 幌平橋

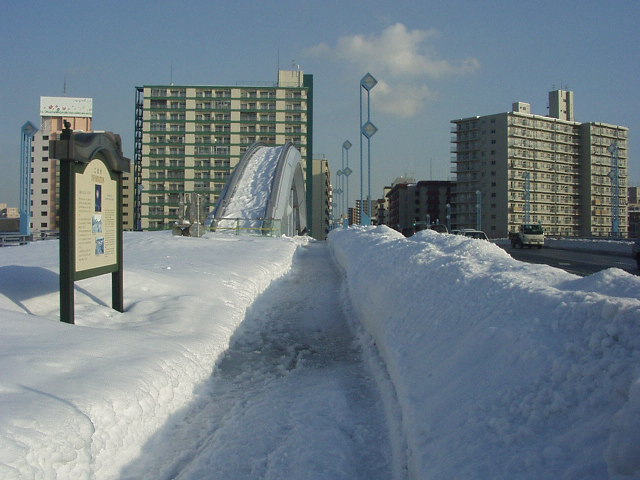
冬の幌平橋歩道（2004年2月）

幌平橋（ほろひらばし）は、札幌市の豊平川にかかる橋。

## 概要
米里行啓通と白石中の島通を結ぶ市道幌平橋通線となっている。
豊平川下流側の歩道を広くとっており、アーチ橋部分は上ることができる。また、歩道橋部分は札幌市の姉妹都市であるポートランド市との姉妹都市提携35周年を記念して、「PORTLAND SQUARE（ポートランド広場）」と命名し、ポートランド在住の金属彫刻家リー・ケリーの手がけた彫刻が寄贈された。

## 主要諸元
|        | 車道部            | 歩道部            |
| ------ | ----------------- | ----------------- |
| 橋長   | 160.6m            | 160.6m            |
| 支間割 | 42.5m+86.0m+31.1m | 42.5m+86.0m+31.1m |
| 型式   | 連続箱桁橋        | ローゼ橋          |
| 総鋼重 | 1,439t            | 1,113t            |

## 歴史
1927年（昭和2年）に江別の北海道議会議員・河合才一郎が私費により全長159m、幅5mの木橋を造り、札幌市と豊平町（現在の豊平区など）を結ぶことから幌平橋と名づけた。豊平橋から上流に初めて架けられた橋となり、個人が架けた橋としては当時日本一と言われた。1937年（昭和12年）に北海道が新たに木橋を架橋した。
1954年（昭和29年）6月26日、全長150.7m、幅7.5mの7径間連続のゲルバー橋（トラス橋）が開通した。なお、新しい藻岩橋も同日に開通した。建設当時、設計用の余地を残したまま歩道は設置されず、1966年（昭和41年）と1970年（昭和45年）の2回に渡って歩道を架ける工事が行われた。その後、交通量の増加と橋の老朽化が重なって1978年（昭和53年）8月には床版コンクリートに直径約1mのくぼみができ、中心部に約10cmの穴が開く事故が発生した。床版の鉄筋量増加やスパイクタイヤからアスファルト摩耗をできる限り防ぐため、コンクリートに鋼線を入れたスチールファイバーコンクリートを採用するなどの工事を昼夜兼行し、9月に復旧させた。
現在の橋は1995年（平成7年）10月に完成し、映画『ガメラ2 レギオン襲来』（1996年公開）のロケ地にもなった。

## 周辺
豊平川両岸には豊平川緑地がある。
| 中央区 - 札幌市営地下鉄 南北線 幌平橋駅 - ホロヒラタイ - 札幌護国神社 - 彌彦（伊夜日子）神社 - 鴨々川（創成川） | 豊平区 - 札幌市営地下鉄 南北線 中の島駅 - 札幌市立中の島小学校 - 寒地土木研究所 - 精進川 |